# Menzies lounge Arlanda terminal 2
De Menzies lounge Arlanda terminal 2 is de gedeelde lounge van luchtvaartmaatschappijen die deel uitmaken van Skyteam alsmede enkele andere geselecteerde maatschappijen op de luchthaven Stockholm-Arlanda. Deze lounge is een door Menzies Aviation beheerde lounge die toegankelijk is voor alle businessclassreizigers en elite-plus leden van de frequent flyer-programma's van de in Skyteam deelnemende luchtvaartmaatschappijen en kent geen branding van een individuele luchtvaartmaatschappij.

## Ligging en voorzieningen
De lounge ligt achter de beveiliging en het restaurant boven terminal 2. Er is een bar met gratis versnaperingen en een koud buffet. Er is gratis wifi-toegang via een partner en er zijn computerterminals. De bar is toegankelijk voor de businessclass en elite-plus reizigers en houders van Priority PAss, maar men kan na betaling ook toegang krijgen. Er zijn geen douches, maar wel een toilet.